# Brännö kyrka
Brännö kyrka är en kyrkobyggnad som tillhör Styrsö församling i Göteborgs stift. Den ligger på Brännö i Göteborgs kommun.

## Kyrkobyggnaden
Kyrkan tillkom som resultat av insamlingar organiserade sedan 1936 av en syförening på ön. Redan på 1940-talet fanns tillräcklig med medel, men byggnaden uppfördes först 1954 efter ritningar av arkitekt Olov Geggen och kyrkan invigdes samma år av biskop Bo Giertz. 
Byggnaden har en stomme av trä på en sockel av natursten och består av ett långhus med nord-sydlig orientering. Koret finns i en smalare utbyggnad vid södra sidan som tillkom 1978. En liten församlingsdel finns i ena änden av byggnaden. Kyrkan har plats för omkring 70 besökare. Ytterväggarna är täckta med vitmålad korrugerad plåt som efterliknar stående träpanel. Vid en renovering 1993 ändrades interiörens färgsättning. De flesta av kyrkans inventarier är gåvor.

## Klockstapel och klocka
Klockstapeln uppfördes 1954 och var även den bekostad av insamlade medel. Efter att först ha lånat kyrkklocka från Norums kyrka, har man senare fått disponera en 110 kilos så kallad bojklocka, som Sjöfartsverket har deponerat.

## Inventarier
- Dopfunten består av ett fyrbent stativ i ljust trä som har tillverkats utifrån en befintlig dopskål.
- Predikstolen är en ambo i ljust trä.
- I en nisch ovanför dörren mot vapenhuset finns ett votivskepp av trä byggt någon gång vid mitten av 1900-talet.

## Orgel
På 1990-talet installerades en kyrkorgel, som fick ersätta den elorgel som dittills använts. Orgeln har fem stämmor och kommer från Hammarbergs Orgelbyggeri AB. 

### Disposition
| Manual C-f3   | Bihangspedal C-d1 |
| Trägedakt 8'  | Subbas 16'        |
| Gedakt 4'     |                   |
| Principal 2'  |                   |
| Mixtur 2 chor |                   |